# 新松机器人
沈阳新松机器人自動化股份有限公司（英語：SIASUN Robot & Automation Co., Ltd；深交所：300024，简称：机器人）又稱中科新松，是隶属中国科学院的機械人生產公司。
新松本部位于沈阳，在上海设有国际总部，在沈阳、上海、杭州、青岛、天津、无锡建有产业园区。在韩国、新加坡、泰国、香港等地设立多家控股子公司。

## 历史
2000年4月於瀋陽創辦，其名字源自中科院院士蒋新松。該公司目前利用中科院瀋陽自動化所的機器人技術，生產機械人包括：rh6弧焊机器人、rd120点焊机器人及水切割、激光加工、排险、浇注等特种机器人、机器人控制器。
2005年《福布斯》發表「2005中國潛力100強」排行榜時，新松機器人自動化有限公司居48位。
2006年，新松公司和密歇根州大学联合创办的“中美超限制造与自动化联合研究中心”正式成立；新松公司被国家三部委评为“全国首批103家创新型试点企业”。

## 參看
- 新松无人机（英语：SIASUN UAV）